# Оксеншерна, Аксель
А́ксель Гу́ставссон Оксенше́рна (по-шведски Оксенха́на [ˈʊ̂ksɛnˌɧæːɳa], швед. Axel Gustafsson Oxenstierna; 16 июня 1583, Уппсала — 28 августа 1654, Стокгольм) — граф, шведский государственный деятель, риксканцлер (1612—1654) при Густаве II Адольфе и его дочери Кристине. Его стараниями Швеция вышла победительницей из Тридцатилетней войны и достигла зенита своего могущества.

## Биография
Аксель Оксеншерна родился 16 июня 1583 года в уппландской усадьбе Фонё, располагавшейся на мысу в заливе Экольсундсвикен. Его отцом был член риксрода Густав Габриельссон Оксеншерна, матерью — Барбру Аксельдоттер Бельке. Когда ему исполнился год, семья перебралась в Ревель, поскольку его отец был назначен эстляндским наместником. В 1588 году они вновь вернулись в Фонё.
В 1599 году Аксель вместе со своими братьями Кристером и Габриелем отправился за границу, где посещал в университетах Ростока, Виттенберга и Йены лекции по богословию и государственному праву. В 1603 году братья вернулись в Швецию. В 1605 году Аксель принимал участие в работе риксдага. В том же году ему было поручено осуществление контроля за поставками в армию, готовившуюся к походу в Лифляндию. После неудачного завершения кампании король назначил его своим представителем при провинциальных съездах, которые рассматривали королевское решение о введении нового налога.
В 1609 году Оксеншерна был назначен членом риксрода, а с восшествием на престол Густава II Адольфа сделался, в звании государственного канцлера, высшим руководителем внешней и внутренней политики. В 1613 году им заключён мирный договор с датским правительством, в 1617 году — Столбовский мир с Россией. В 1622 году — перемирие в Огре с Польшей.
Особенно выделяется деятельность Оксеншерны в тот период Тридцатилетней войны, когда на помощь немецким протестантам выступил Густав II Адольф. Ему удалось заключить с Польшей перемирие на 6 лет, что дало возможность беспрепятственно направить все военные силы страны против немецких католиков. Когда шведские войска, после целого ряда блестящих побед, продвинулись вглубь Германии, Оксеншерне было вверено начальство над теми силами, которые сосредоточены были на Рейне.
После смерти короля (1632) Оксеншерна, на хайльброннском конгрессе 1633 года, созванном по его инициативе, провозглашен был главой протестантского союза. В следующем году он ездил во Францию и Голландию, чтобы склонить их к содействию протестантам в войне с императором. В 1636 году Оксеншерна оставляет навсегда театр военных действий и поселяется в Швеции; исполняя обязанности канцлера, он в то же время состоит в числе опекунов королевы Кристины.
После себя Оксеншерна оставил Швецию на пике могущества; при нём Балтийское море было обращено в «Шведское озеро». Ему принадлежит проект замечательных для того времени административных законов, одобренный в 1634 году собранием государственных чинов. Большую историческую ценность представляет и его переписка.